# Béla Can Leon

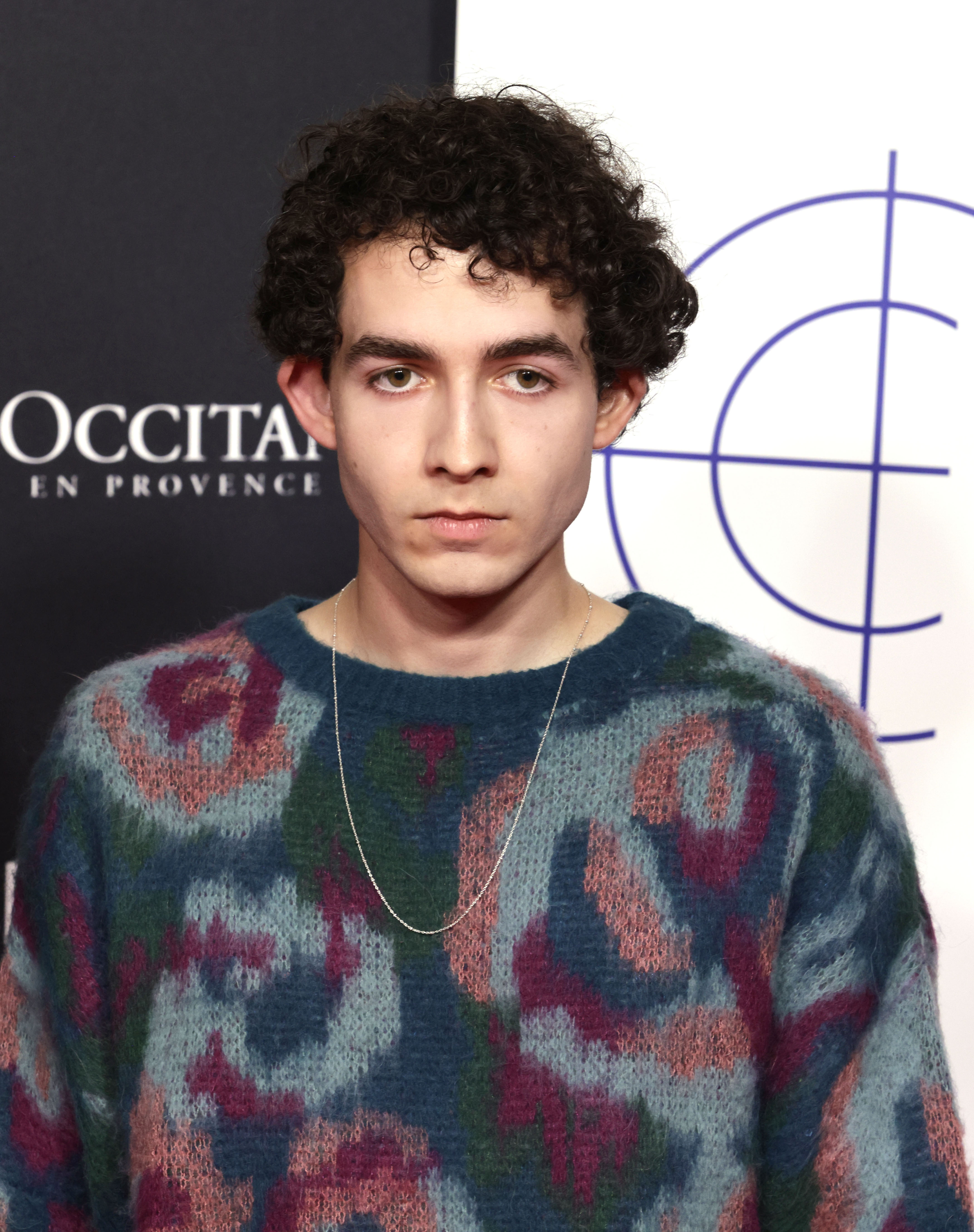
Béla Can Leon (2022)

Béla Can Leon (* 19. Mai 1998 in Duisburg, bürgerlicher Name Béla Can Leon Arslan) ist ein deutsch-türkischer Schauspieler.

## Werdegang
Béla Can Leon sammelte seine ersten Schauspielerfahrungen in der Grundschule im Rahmen der Theater AG. Nach seinem Abitur im Jahr 2017 begann er damit, Schauspielunterricht zu nehmen, und wirkte in verschiedenen Inszenierungen der Jugendperformance-Gruppe des Comedia Theaters in Köln mit. Seit 2019 spielte er zudem in mehreren Kurzfilmen mit. 2021 übernahm er erste Episodenrollen im deutschen Fernsehen, u. a. für den Tatort Köln und die Serie Strafe nach Ferdinand von Schirach. Im Jahr 2022 stand Béla Can Leon zudem in der Rolle Cedric für die Disney+-Serie Die drei !!! vor der Kamera und drehte in einer Episodenhauptrolle für die ARD-Serie In aller Freundschaft – Die jungen Ärzte.
Neben der Schauspielerei ist er als Filmemacher tätig und wurde 2020 für seinen Kurzfilm Flusshilde mit dem Froschkönig – Innovationspreis für Nachhaltigkeit ausgezeichnet sowie für den 17FILMS Award nominiert.
Béla Can Leon litt während seiner Pubertät an Epilepsie.

## Filmographie (Auswahl)

### Fernsehen
- 2022: Tatort: Spur des Blutes
- 2022: Strafe – Der Dorn
- 2023: In aller Freundschaft – Die jungen Ärzte – Aufstehen
- 2023: Die drei !!!

### Kinofilme
- 2020: Querfeldein (Kurzfilm)
- 2020: Vorsatz (Kurzfilm)
- 2021: Dark Matter (Spielfilm)
- 2022: Zoe (Kurzfilm)